# 小皮亞季吉爾卡
49°51′52″N 28°55′29″E / 49.86444°N 28.92472°E
小皮亞蒂希爾卡（烏克蘭語：Мала П'ятигірка），是烏克蘭北部的村莊，隸屬日托米爾州的別爾季切夫區。該村始建於1695年，面積15.67平方公里，海拔高度244米，2001年人口396，人口密度每平方公里25.27人。